# 二宮長恒
二宮 長恒（にのみや ながつね）は、戦国時代から安土桃山時代にかけての武将。越中国の国人。神保氏、上杉氏の家臣。上熊野城主。

## 生涯
斯波義将の臣として越中に入部した二宮円阿の末裔とも推測されるが不詳。二宮氏は新川郡若杉（現上市町）が本貫地の国人であるが、戦国期には新川郡上熊野城に拠った。
神保長職が勢力を拡大するとその傘下に入る。神保家内紛の際に軍功があり、永禄12年（1569年）、長職より神保氏張の旧領を与えられている。しかしその後神保氏が上杉氏から離反すると、長恒は神保氏を見限って上杉方につき、元亀4年（1573年）には富山城攻略に貢献したとして上杉謙信より神保氏の旧領を与えられている。諱の「長」は謙信からの下賜という。
天正6年（1578年）に謙信が急死し、織田氏の支援を得て神保長住が越中に侵攻してくると、これに応じて長住より所領を安堵されている。しかし同時に上杉氏にも通じており、上杉景勝からも安堵状を得ている。その後斎藤利治に攻められ、飛騨国と越中国境の猪谷に隠棲したという。子・秀定は越後国国人・鮎川盛長の養子となっている。